# Лінивка-коротун сіродзьоба
Лінивка-коротун сіродзьоба (Nonnula frontalis) — вид дятлоподібних птахів родини лінивкових (Bucconidae).

## Поширення
Вид поширений на півночі Колумбії та в Панамі. Мешкає на нижчих ярусах вологих низинних лісів.

## Опис
Дрібний птах, завдовжки до 15 см. Оперення його верхніх частин буре з рожевими відтінками на маківці. Лицьова маска сіра. Має невелике рожево-блакитне кільце навколо очей. Дзьоб сірого кольору. Горло і груди руді, а живіт світло-коричневий.